# Copa Centroamericana 2013
La Copa Centroamericana 2013 fue la duodécima edición del torneo internacional de selecciones organizado por la Unión Centroamericana de Fútbol, antes conocida como Copa de Naciones de UNCAF. La misma confirmó a Costa Rica como sede, por tercera vez en la historia del certamen. Los partidos se desarrollaron en el Estadio Nacional de Costa Rica, de la ciudad de San José, del 18 al 27 de enero.
El torneo otorgó cinco plazas para participar en la Copa de Oro 2013, a desarrollarse en los Estados Unidos.
Costa Rica conquistó el séptimo título en la historia del evento, mientras que Belice logró por primera vez la clasificación a la Copa de Oro de la Concacaf, y también la primera victoria en las diez participaciones que ha tenido en la copa.

## Organización

### Sistema de juego
Los equipos fueron divididos en dos grupos, uno de cuatro y otro de tres integrantes, en cada uno de los cuales se jugó con el sistema de todos contra todos. Los dos países de cada grupo que acumularon más puntos pasaron a las semifinales de este campeonato, obteniendo a la vez la clasificación a la Copa de Oro de la Concacaf 2013. 
Los terceros de cada grupo se enfrentaron entre sí por el quinto lugar del torneo y el último boleto para participar en la Copa de Oro.
Las semifinales las jugaron el ganador de cada grupo contra el segundo lugar del otro grupo.
La final enfrentó a los dos ganadores de semifinales, para decidir al campeón del torneo. A su vez, los perdedores de las semifinales compitieron entre sí por el tercer puesto.

### Sede
El Estadio Nacional de Costa Rica fue la sede de la Copa Centroamericana. Tiene una capacidad de 35.060 espectadores y fue inaugurado el 26 de marzo de 2011. Es considerado el más moderno de Centroamérica.

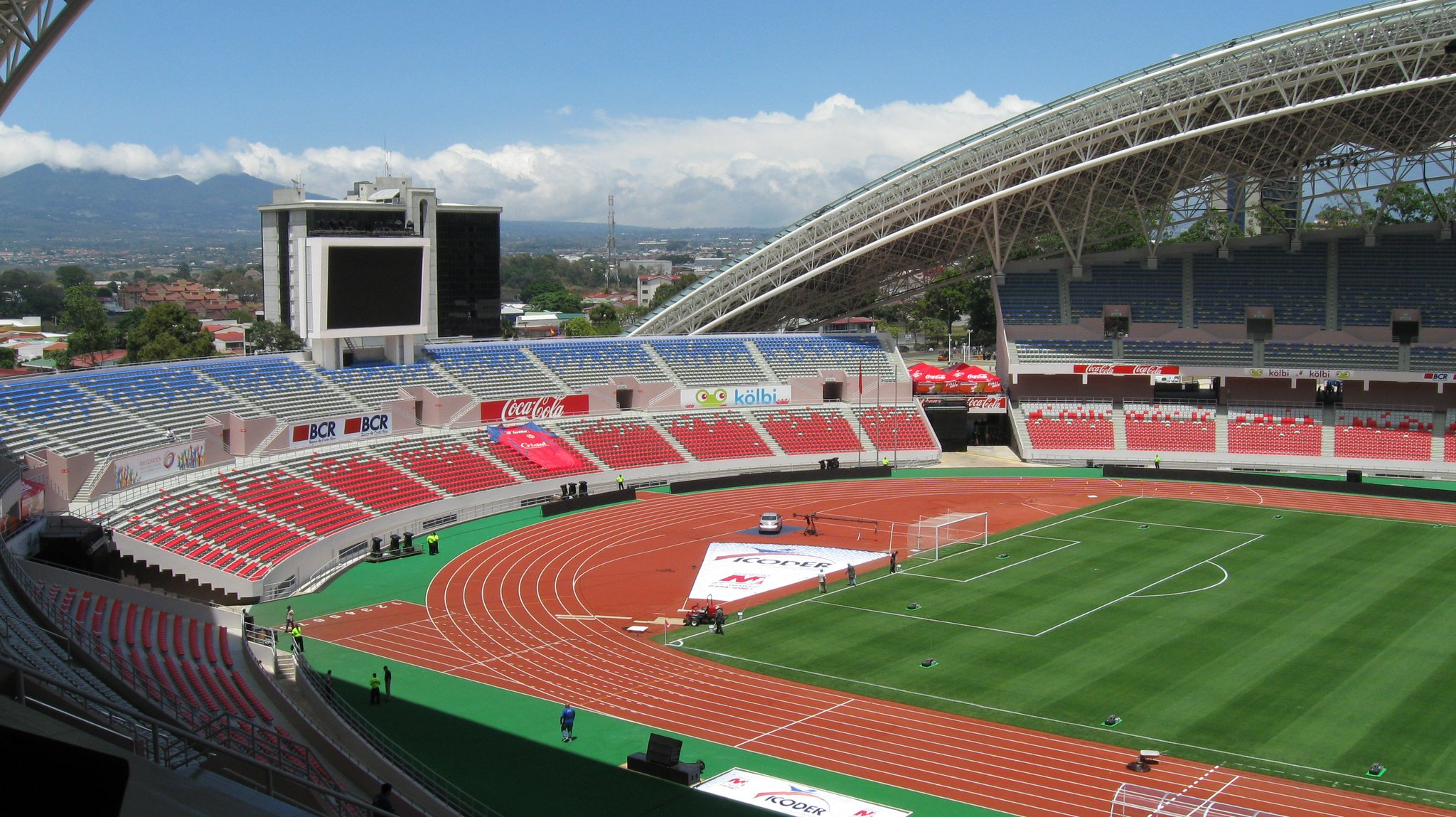

### Lista de árbitros
La lista de árbitros designados para la Copa Centroamericana fue la siguiente:
| - Wálter Quesada - Joel Aguilar - Roberto Moreno - Héctor Rodríguez | - Walter López - Roberto García - Elmer Bonilla - Sandy Vásquez |

## Equipos participantes
| Equipos participantes | Equipos participantes | Equipos participantes | Equipos participantes | Equipos participantes | Equipos participantes | Equipos participantes |
| --------------------- | --------------------- | --------------------- | --------------------- | --------------------- | --------------------- | --------------------- |
| Belice                | Costa Rica            | El Salvador           | Guatemala             | Honduras              | Nicaragua             | Panamá                |

El 9 de octubre de 2012 se realizó el sorteo que determinó los grupos para el torneo. Costa Rica y Honduras fueron las cabezas de serie. Dicho sorteo dio como resultado que el grupo de Costa Rica fuera integrado por Belice, Guatemala y Nicaragua; mientras que el de Honduras lo completaron El Salvador y Panamá.

## Resultados

### Fase de grupos

#### Grupo A
| País       | J | G | E | P | GF | GC | GD | Pts |
| ---------- | - | - | - | - | -- | -- | -- | --- |
| Costa Rica | 3 | 2 | 1 | 0 | 4  | 1  | +3 | 7   |
| Belice     | 3 | 1 | 1 | 1 | 2  | 2  | 0  | 4   |
| Guatemala  | 3 | 0 | 3 | 0 | 2  | 2  | 0  | 3   |
| Nicaragua  | 3 | 0 | 1 | 2 | 2  | 5  | -3 | 1   |

| 18 de enero de 2013, 16:00 h | Guatemala    | 1:1 (0:1) | Nicaragua   | Estadio Nacional, San José                                          |                                                                     |
|                              | Espinoza 67' | Reporte   | Quijano 41' | Asistencia: 200 espectadores Árbitro(s): Joel Aguilar (El Salvador) | Asistencia: 200 espectadores Árbitro(s): Joel Aguilar (El Salvador) |

| 18 de enero de 2013, 20:00 h | Costa Rica  | 1:0 (0:0) | Belice | Estadio Nacional, San José                                            |                                                                       |
|                              | Arrieta 55' | Reporte   |        | Asistencia: 5484 espectadores Árbitro(s): Héctor Rodríguez (Honduras) | Asistencia: 5484 espectadores Árbitro(s): Héctor Rodríguez (Honduras) |

| 20 de enero de 2013, 14:00 h | Belice | 0:0     | Guatemala | Estadio Nacional, San José                                           |                                                                      |
|                              |        | Reporte |           | Asistencia: 250 espectadores Árbitro(s): Elmer Bonilla (El Salvador) | Asistencia: 250 espectadores Árbitro(s): Elmer Bonilla (El Salvador) |

| 20 de enero de 2013, 20:00 h | Costa Rica            | 2:0 (1:0) | Nicaragua | Estadio Nacional, San José                                        |                                                                   |
|                              | Lagos 7' · Borges 87' | Reporte   |           | Asistencia: 5980 espectadores Árbitro(s): Roberto Moreno (Panamá) | Asistencia: 5980 espectadores Árbitro(s): Roberto Moreno (Panamá) |

| 22 de enero de 2013, 16:00 h                           | Nicaragua    | 1:2 (0:1) | Belice                      | Estadio Nacional, San José                                          |                                                                     |
|                                                        | Figueroa 84' | Reporte   | Lennen 28' · McCaulay 90+1' | Asistencia: 750 espectadores Árbitro(s): Joel Aguilar (El Salvador) | Asistencia: 750 espectadores Árbitro(s): Joel Aguilar (El Salvador) |
| Primera victoria de Belice en la Copa Centroamericana. |              |           |                             |                                                                     |                                                                     |

| 22 de enero de 2013, 20:00 h | Costa Rica  | 1:1 (1:0) | Guatemala     | Estadio Nacional, San José                                            |                                                                       |
|                              | Arrieta 11' | Reporte   | Contreras 89' | Asistencia: 6760 espectadores Árbitro(s): Héctor Rodríguez (Honduras) | Asistencia: 6760 espectadores Árbitro(s): Héctor Rodríguez (Honduras) |

#### Grupo B
Nota: el segundo lugar del grupo se decidió por sorteo.
| País        | J | G | E | P | GF | GC | GD | Pts |
| ----------- | - | - | - | - | -- | -- | -- | --- |
| Honduras    | 2 | 0 | 2 | 0 | 2  | 2  | 0  | 2   |
| El Salvador | 2 | 0 | 2 | 0 | 1  | 1  | 0  | 2   |
| Panamá      | 2 | 0 | 2 | 0 | 1  | 1  | 0  | 2   |

| 18 de enero de 2013, 18:00 h | Honduras     | 1:1 (0:0) | El Salvador | Estadio Nacional, San José                                         |                                                                    |
|                              | Bengtson 75' | Reporte   | Burgos 77'  | Asistencia: 2500 espectadores Árbitro(s): Walter López (Guatemala) | Asistencia: 2500 espectadores Árbitro(s): Walter López (Guatemala) |

| 20 de enero de 2013, 16:00 h | El Salvador | 0:0     | Panamá | Estadio Nacional, San José                                           |                                                                      |
|                              |             | Reporte |        | Asistencia: 250 espectadores Árbitro(s): Wálter Quesada (Costa Rica) | Asistencia: 250 espectadores Árbitro(s): Wálter Quesada (Costa Rica) |

| 22 de enero de 2013, 18:00 h | Panamá      | 1:1 (1:1) | Honduras   | Estadio Nacional, San José                                        |                                                                   |
|                              | Sánchez 12' | Reporte   | Montes 30' | Asistencia: 3450 espectadores Árbitro(s): Roberto García (México) | Asistencia: 3450 espectadores Árbitro(s): Roberto García (México) |

| Colores                                | Colores |
| -------------------------------------- | ------- |
| Avanzan a semifinales.                 |         |
| Juegan el partido por el quinto lugar. |         |

### Fase de eliminación directa
|  | Semifinales         | Semifinales         |   |             | Final               | Final               |  |
|  | 25 de enero de 2013 | 25 de enero de 2013 |   |             | 27 de enero de 2013 | 27 de enero de 2013 |  |
|  |                     |                     |   |             |                     |                     |  |
|  |                     |                     |   |             |                     |                     |  |
|  | Honduras            | 1                   |   |             |                     |                     |  |
|  | Belice              | 0                   |   |             |                     |                     |  |
|  |                     |                     |   |             |                     |                     |  |
|  |                     |                     |   |             |                     |                     |  |
|  |                     |                     |   |             | Honduras            | 0                   |  |
|  |                     | Costa Rica          | 1 |             |                     |                     |  |
|  |                     |                     |   |             |                     |                     |  |
|  |                     |                     |   |             |                     |                     |  |
|  |                     |                     |   |             | Tercer lugar        |                     |  |
|  |                     |                     |   |             |                     |                     |  |
|  | Costa Rica          | 1                   |   | El Salvador | 1                   |                     |  |
|  | El Salvador         | 0                   |   |             | Belice              | 0                   |  |

#### Quinto lugar
| 25 de enero de 2013, 15:00 h | Guatemala    | 1:3 (0:1) | Panamá                               | Estadio Nacional, San José                                           |                                                                      |
|                              | M. López 75' | Reporte   | Pérez 28' · Rojas 55' · Quintero 59' | Asistencia: 279 espectadores Árbitro(s): Wálter Quesada (Costa Rica) | Asistencia: 279 espectadores Árbitro(s): Wálter Quesada (Costa Rica) |

#### Semifinales
| 25 de enero de 2013, 17:30 h | Honduras     | 1:0 (0:0) | Belice | Estadio Nacional, San José                                         |                                                                    |
|                              | Beckeles 67' | Reporte   |        | Asistencia: 1644 espectadores Árbitro(s): Walter López (Guatemala) | Asistencia: 1644 espectadores Árbitro(s): Walter López (Guatemala) |

| 25 de enero de 2013, 21:00 h | Costa Rica  | 1:0 (0:0) | El Salvador | Estadio Nacional, San José                                        |                                                                   |
|                              | Wallace 71' | Reporte   |             | Asistencia: 4993 espectadores Árbitro(s): Roberto García (México) | Asistencia: 4993 espectadores Árbitro(s): Roberto García (México) |

#### Tercer lugar
| 27 de enero de 2013, 15:00 h | Belice | 0:1 (0:0) | El Salvador    | Estadio Nacional, San José                                                     |                                                                                |
|                              |        | Reporte   | N. Bonilla 50' | Asistencia: 1997 espectadores Árbitro(s): Sandy Vásquez (República Dominicana) | Asistencia: 1997 espectadores Árbitro(s): Sandy Vásquez (República Dominicana) |

#### Final
| 22    | POR   | Donis Escober          |     |
| 12    | DEF   | Arnold Peralta         | 72' |
| 2     | DEF   | Brayan Beckeles        |     |
| 6     | DEF   | Juan Carlos García     |     |
| 13    | DEF   | Juan Pablo Montes      |     |
| 5     | DEF   | Víctor Bernárdez       |     |
| 14    | MED   | Óscar Boniek García    |     |
| 19    | MED   | Luis Garrido           |     |
| 10    | MED   | Mario Roberto Martínez |     |
| 21    | DEL   | Roger Rojas            |     |
| 11    | DEL   | Jerry Bengtson         |     |
| D. T. | D. T. | Luis Fernando Suárez   |     |

| 18    | POR   | Patrick Pemberton  |       |
| 14    | DEF   | Cristopher Meneses |       |
| 3     | DEF   | Geancarlo González |       |
| 6     | DEF   | José Salvatierra   |       |
| 4     | DEF   | Michael Umaña      |       |
| 7     | MED   | Ariel Rodríguez    |       |
| 5     | MED   | Celso Borges       |       |
| 10    | MED   | Osvaldo Rodríguez  | 84'   |
| 20    | MED   | Rodney Wallace     | 73'   |
| 9     | DEL   | Álvaro Saborío     |       |
| 21    | DEL   | Randall Brenes     | 90+2' |
| D. T. | D. T. | Jorge Luis Pinto   |       |

| 9 | Delantero | Georgie Welcome | 72' |

| 17 | Defensa   | Diego Madrigal | 73'   |
| 2  | Defensa   | Pablo Salazar  | 84'   |
| 12 | Delantero | Jairo Arrieta  | 90+2' |

| 38' | Geancarlo González | 0:1 |

| 52' · 61' · 70' | Luis Garrido Arnold Peralta Juan Carlos García |

| 29' · 34' · 90+3' | Celso Borges Rodney Wallace José Salvatierra |

| Principal  | Joel Aguilar      |
| Asistentes | Juan Zumba        |
|            | Daniel Williamson |
| Cuarto     | Walter López      |
| Quinto     | Gerson López      |

| 22    | POR   | Donis Escober          |     |
| 12    | DEF   | Arnold Peralta         | 72' |
| 2     | DEF   | Brayan Beckeles        |     |
| 6     | DEF   | Juan Carlos García     |     |
| 13    | DEF   | Juan Pablo Montes      |     |
| 5     | DEF   | Víctor Bernárdez       |     |
| 14    | MED   | Óscar Boniek García    |     |
| 19    | MED   | Luis Garrido           |     |
| 10    | MED   | Mario Roberto Martínez |     |
| 21    | DEL   | Roger Rojas            |     |
| 11    | DEL   | Jerry Bengtson         |     |
| D. T. | D. T. | Luis Fernando Suárez   |     |

| 18    | POR   | Patrick Pemberton  |       |
| 14    | DEF   | Cristopher Meneses |       |
| 3     | DEF   | Geancarlo González |       |
| 6     | DEF   | José Salvatierra   |       |
| 4     | DEF   | Michael Umaña      |       |
| 7     | MED   | Ariel Rodríguez    |       |
| 5     | MED   | Celso Borges       |       |
| 10    | MED   | Osvaldo Rodríguez  | 84'   |
| 20    | MED   | Rodney Wallace     | 73'   |
| 9     | DEL   | Álvaro Saborío     |       |
| 21    | DEL   | Randall Brenes     | 90+2' |
| D. T. | D. T. | Jorge Luis Pinto   |       |

| 9 | Delantero | Georgie Welcome | 72' |

| 17 | Defensa   | Diego Madrigal | 73'   |
| 2  | Defensa   | Pablo Salazar  | 84'   |
| 12 | Delantero | Jairo Arrieta  | 90+2' |

| 38' | Geancarlo González | 0:1 |

| 52' · 61' · 70' | Luis Garrido Arnold Peralta Juan Carlos García |

| 29' · 34' · 90+3' | Celso Borges Rodney Wallace José Salvatierra |

| Principal  | Joel Aguilar      |
| Asistentes | Juan Zumba        |
|            | Daniel Williamson |
| Cuarto     | Walter López      |
| Quinto     | Gerson López      |

| 22    | POR   | Donis Escober          |     |
| 12    | DEF   | Arnold Peralta         | 72' |
| 2     | DEF   | Brayan Beckeles        |     |
| 6     | DEF   | Juan Carlos García     |     |
| 13    | DEF   | Juan Pablo Montes      |     |
| 5     | DEF   | Víctor Bernárdez       |     |
| 14    | MED   | Óscar Boniek García    |     |
| 19    | MED   | Luis Garrido           |     |
| 10    | MED   | Mario Roberto Martínez |     |
| 21    | DEL   | Roger Rojas            |     |
| 11    | DEL   | Jerry Bengtson         |     |
| D. T. | D. T. | Luis Fernando Suárez   |     |

| 18    | POR   | Patrick Pemberton  |       |
| 14    | DEF   | Cristopher Meneses |       |
| 3     | DEF   | Geancarlo González |       |
| 6     | DEF   | José Salvatierra   |       |
| 4     | DEF   | Michael Umaña      |       |
| 7     | MED   | Ariel Rodríguez    |       |
| 5     | MED   | Celso Borges       |       |
| 10    | MED   | Osvaldo Rodríguez  | 84'   |
| 20    | MED   | Rodney Wallace     | 73'   |
| 9     | DEL   | Álvaro Saborío     |       |
| 21    | DEL   | Randall Brenes     | 90+2' |
| D. T. | D. T. | Jorge Luis Pinto   |       |

| 9 | Delantero | Georgie Welcome | 72' |

| 17 | Defensa   | Diego Madrigal | 73'   |
| 2  | Defensa   | Pablo Salazar  | 84'   |
| 12 | Delantero | Jairo Arrieta  | 90+2' |

| 38' | Geancarlo González | 0:1 |

| 52' · 61' · 70' | Luis Garrido Arnold Peralta Juan Carlos García |

| 29' · 34' · 90+3' | Celso Borges Rodney Wallace José Salvatierra |

| Principal  | Joel Aguilar      |
| Asistentes | Juan Zumba        |
|            | Daniel Williamson |
| Cuarto     | Walter López      |
| Quinto     | Gerson López      |

| 22    | POR   | Donis Escober          |     |
| 12    | DEF   | Arnold Peralta         | 72' |
| 2     | DEF   | Brayan Beckeles        |     |
| 6     | DEF   | Juan Carlos García     |     |
| 13    | DEF   | Juan Pablo Montes      |     |
| 5     | DEF   | Víctor Bernárdez       |     |
| 14    | MED   | Óscar Boniek García    |     |
| 19    | MED   | Luis Garrido           |     |
| 10    | MED   | Mario Roberto Martínez |     |
| 21    | DEL   | Roger Rojas            |     |
| 11    | DEL   | Jerry Bengtson         |     |
| D. T. | D. T. | Luis Fernando Suárez   |     |

| 18    | POR   | Patrick Pemberton  |       |
| 14    | DEF   | Cristopher Meneses |       |
| 3     | DEF   | Geancarlo González |       |
| 6     | DEF   | José Salvatierra   |       |
| 4     | DEF   | Michael Umaña      |       |
| 7     | MED   | Ariel Rodríguez    |       |
| 5     | MED   | Celso Borges       |       |
| 10    | MED   | Osvaldo Rodríguez  | 84'   |
| 20    | MED   | Rodney Wallace     | 73'   |
| 9     | DEL   | Álvaro Saborío     |       |
| 21    | DEL   | Randall Brenes     | 90+2' |
| D. T. | D. T. | Jorge Luis Pinto   |       |

| 9 | Delantero | Georgie Welcome | 72' |

| 17 | Defensa   | Diego Madrigal | 73'   |
| 2  | Defensa   | Pablo Salazar  | 84'   |
| 12 | Delantero | Jairo Arrieta  | 90+2' |

| 38' | Geancarlo González | 0:1 |

| 52' · 61' · 70' | Luis Garrido Arnold Peralta Juan Carlos García |

| 29' · 34' · 90+3' | Celso Borges Rodney Wallace José Salvatierra |

| Principal  | Joel Aguilar      |
| Asistentes | Juan Zumba        |
|            | Daniel Williamson |
| Cuarto     | Walter López      |
| Quinto     | Gerson López      |

## Campeón
| Campeón Costa Rica |
| Séptimo título     |

## Reconocimientos

### Goleadores
| Jugador           | Selección   | Goles | Pen. |
| ----------------- | ----------- | ----- | ---- |
| Jairo Arrieta     | Costa Rica  | 2     | 0    |
| Cristhian Lagos   | Costa Rica  | 1     | 0    |
| Rafael Burgos     | El Salvador | 1     | 0    |
| David Espinoza    | Guatemala   | 1     | 0    |
| Celso Borges      | Costa Rica  | 1     | 0    |
| Jerry Bengtson    | Honduras    | 1     | 0    |
| Josué Quijano     | Nicaragua   | 1     | 0    |
| Marcos Sánchez    | Panamá      | 1     | 0    |
| Juan Pablo Montes | Honduras    | 1     | 0    |
| Brayan Beckeles   | Honduras    | 1     | 0    |

### Otros reconocimientos
| Jugador más valioso | Mejor guardameta  |
| ------------------- | ----------------- |
| Patrick Pemberton   | Patrick Pemberton |

## Clasificados a laCopa de Oro de la Concacaf 2013
| Costa Rica | Honduras | El Salvador | Belice | Panamá |
| ---------- | -------- | ----------- | ------ | ------ |